# Shara Venegas
Shara Marie Venegas Medina (18 settembre 1992) è una pallavolista portoricana, libero delle San Diego Mojo.

## Carriera

### Club
La carriera professionistica di Shara Venegas inizia nella stagione 2009 con le Llaneras de Toa Baja con le quali debutta nella Liga de Voleibol Superior Femenino, vincendo subito lo scudetto e premiata miglior ricevitrice. Disputa la finale scudetto anche nella stagione 2010, questa volta perdendola contro le Pinkin de Corozal, con le quali va a giocare nella stagione 2012.
Nella stagione 2013 passa alle Criollas de Caguas, vincendo lo scudetto nella stagione successiva e venendo premiata come MVP delle finali. Con la sua franchigia si aggiudica nuovamente lo scudetto nel campionato 2015, 2016 e 2017. Nella stagione 2017-18 gioca per la prima volta all'estero, ingaggiata dalla formazione brasiliana del Bauru, impegnata in Superliga Série A. Per la Liga de Voleibol Superior Femenino 2019 fa ritorno alle Criollas de Caguas, conquistando ancora uno scudetto e venendo premiata come miglior giocatrice delle finali.
Torna a giocare all'estero nel campionato 2020-21, approdando nella Superliha ucraina, dove difende i colori del Prometej: dopo aver conquistato la Supercoppa ucraina, la coppa nazionale e lo scudetto, torna a giocare con le Criollas de Caguas per la Liga de Voleibol Superior Femenino 2021, aggiudicandosi il settimo scudetto portoricano della propria carriera, mentre nell'edizione seguente del torneo viene inserita nello All-Star Team del torneo.
Dopo un triennio con la franchigia di Caguas, torna a giocare all'estero per disputare la Pro Volleyball Federation 2024 con le San Diego Mojo, venenendo premiata nell'annata seguente come giocatrice d'ispirazione.

### Nazionale
Nel 2009 debutta nella nazionale portoricana, con cui è finalista al campionato nordamericano. In seguito vince la medaglia di bronzo alla Coppa panamericana 2014, la medaglia d'argento alla Coppa panamericana 2016, seguita da quella di bronzo nell'edizione successiva, e partecipa ai Giochi della XXXI Olimpiade di Rio de Janeiro. 
Nel 2018 conquista la medaglia di bronzo ai XXIII Giochi centramericani e caraibici, mentre un anno dopo viene insignita del premio come miglior ricevitrice al campionato nordamericano 2019: bissa il riconoscimento individuale anche nell'edizione 2021 del torneo, dove conquista la medaglia d'argento e viene premiata anche come miglior libero. 
Nel 2022 si aggiudica la medaglia di bronzo alla Volleyball Challenger Cup e alla NORCECA Final Six, dove viene premiata come miglior difesa e miglior libero, mentre un anno dopo conquista l'oro alla NORCECA Final Four e due argenti, rispettivamente ai XXIV Giochi centramericani e caraibici e alla Coppa panamericana, mentre viene premiata come miglior ricevitrice ai XIX Giochi panamericani. Nel 2024 bissa l'oro alla NORCECA Final Four, ottenendo anche il riconoscimento come miglior giocatrice del torneo, e l'argento alla Volleyball Challenger Cup; un anno dopo mette al collo il suo terzo oro consecutivo alla NORCECA Final Four, venendo inoltre insignita del premio come miglior difesa, e la medaglia di bronzo alla Coppa panamericana.

## Palmarès

### Club
- Campionato portoricano: 7

2009, 2014, 2015, 2016, 2017, 2019, 2021
- Campionato ucraino: 1

2020-21
- Coppa d'Ucraina: 1

2020-21
- Supercoppa ucraina: 1

2020

### Nazionale (competizioni minori)
- Coppa panamericana 2014
- Coppa panamericana 2016
- Coppa panamericana 2017
- Giochi centramericani e caraibici 2018
- Volleyball Challenger Cup 2022
- NORCECA Final Six 2022
- NORCECA Final Four 2023
- Giochi centramericani e caraibici 2023
- Coppa panamericana 2023
- NORCECA Final Four 2024
- Volleyball Challenger Cup 2024
- NORCECA Final Four 2025
- Coppa panamericana 2025

### Premi individuali
- 2009 - Liga de Voleibol Superior Femenino: Miglior ricevitrice
- 2011 - Liga de Voleibol Superior Femenino: Miglior ricevitrice
- 2013 - Liga de Voleibol Superior Femenino: All-Star Team
- 2014 - Liga de Voleibol Superior Femenino: MVP delle finali
- 2018 - Qualificazioni alla Volleyball Challenger Cup: MVP
- 2018 - Qualificazioni alla Volleyball Challenger Cup: Miglior difesa
- 2018 - Qualificazioni alla Volleyball Challenger Cup: Miglio libero
- 2019 - Liga de Voleibol Superior Femenino: MVP delle finali
- 2019 - Campionato nordamericano: Miglior ricevitrice
- 2021 - Campionato nordamericano: Miglior ricevitrice
- 2021 - Campionato nordamericano: Miglior libero
- 2022 - Liga de Voleibol Superior Femenino: All-Star Team
- 2022 - NORCECA Final Six: Miglior difesa
- 2022 - NORCECA Final Six: Miglior libero
- 2023 - XIX Giochi panamericani: Miglior ricevitrice
- 2024 - NORCECA Final Four: MVP
- 2024 - NORCECA Final Six: Miglior difesa
- 2024 - NORCECA Final Six: Miglior libero
- 2025 - Pro Volleyball Federation: Giocatrice d'ispirazione
- 2025 - NORCECA Final Four: Miglior difesa